# Lucas Trelcatius, o Velho
Lucas Trelcatius, o Velho (sinonímia: Luc Trelcat, Lucas Trelcat le père; Lukas Trelcatius the older) (Douai, 1542 - Leiden, 28 de agosto de 1602) foi um teólogo, reformador e pregador holandês.
Foi também professor em Leiden e pai de Lucas Trelcatius, o Jovem.
Lucas Trelcatius, O Velho, foi um teólogo de grande erudição e piedade, que, nos primeiros anos de sua vida, sofreu muito ao renunciar a religião romana, na qual tinha sido educado.
Ameaçado e atemorizado pela guerra civil, que assolou Flandres, fugiu para a Inglaterra em busca de refúgio, onde deu aulas em escola de grande reputação durante oito anos.
Foi, posteriormente, ministro da igreja francesa em Leiden e professor de Teologia da Universidade de Leiden.  Morreu de peste em 1602, aos 60 anos de idade.
Franciscus Junius, o Velho (1545-1602), teólogo e calvinista francês, também morreu da mesma doença e no mesmo ano.
Ele estudou em Paris, Orleans e Inglaterra antes de retornar para o sul da Holanda